# Susanne Johna

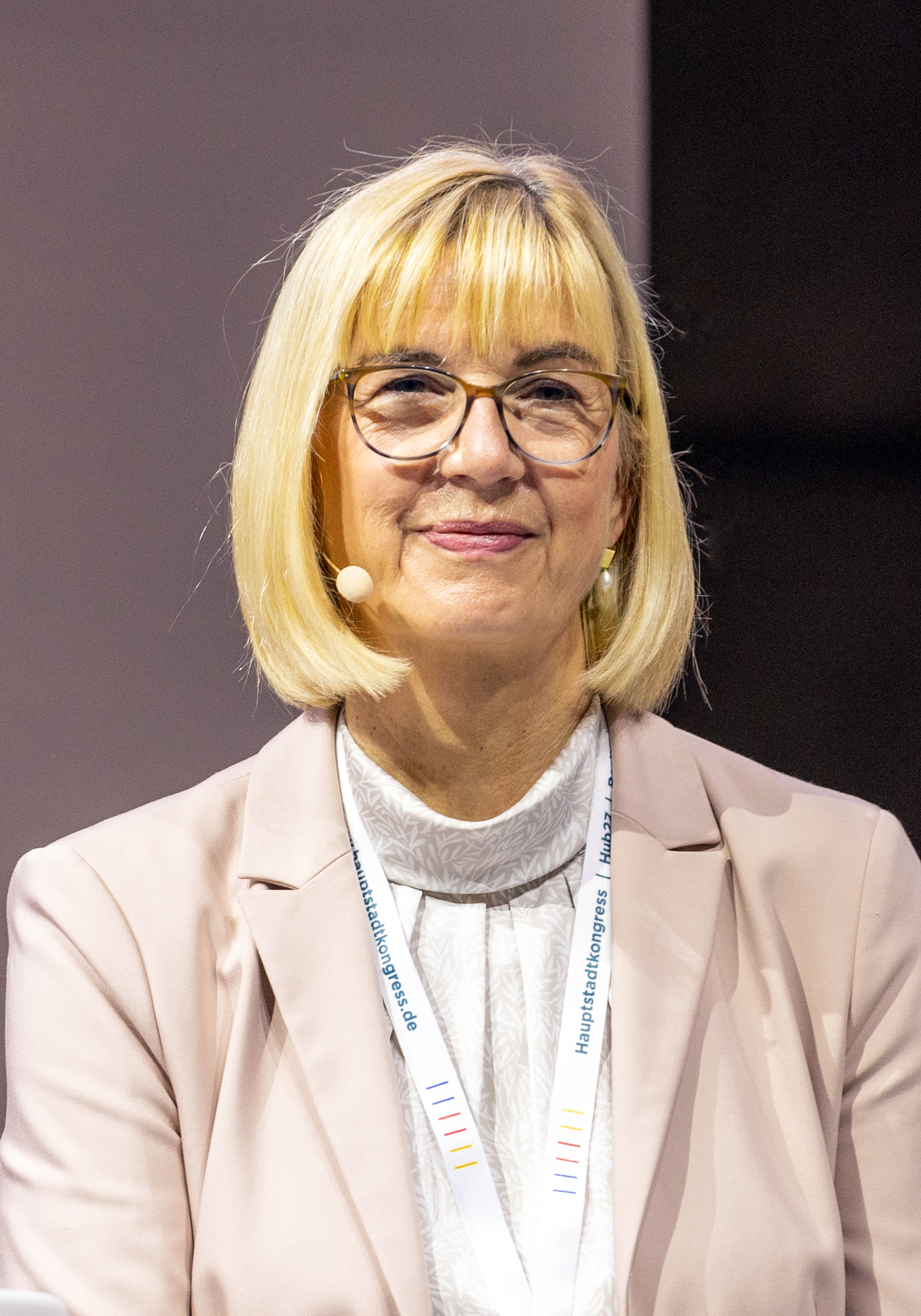
Susanne Johna, Juni 2022

Susanne Johna (* 4. August 1965 in Duisburg) ist eine deutsche Ärztin und Ärztefunktionärin. Seit November 2019 ist sie die 1. Vorsitzende des Marburger Bundes, des Verbandes der angestellten und beamteten Ärztinnen und Ärzte Deutschlands, und seit Mai 2023 Vizepräsidentin der Bundesärztekammer.

## Werdegang
Nach dem Abitur 1984 in Duisburg studierte Susanne Johna von 1984 bis 1991 Humanmedizin an der Universität Münster. Ihre Approbation erhielt sie 1991 und im selben Jahr schloss sie auch ihre Promotion ab. Zwischen 1991 und 2000 arbeitete sie in verschiedenen Abteilungen der Medizinischen Klinik der Städtischen Kliniken Osnabrück und erhielt 1999 von der Ärztekammer Niedersachsen die Anerkennung als Fachärztin für Innere Medizin. 2010 erwarb sie einen Abschluss in Gesundheitsökonomie der European Business School und 2012 die Zusatzbezeichnung Krankenhaushygiene.
Von 2001 bis 2005 war sie als Internistische Oberärztin und Hygienebeauftragte im Neurologischen Rehabilitationszentrum Wiesbaden tätig, von 2005 bis 2015 als Abteilungsleiterin Innere Medizin. Seit 2015 leitet sie als Oberärztin für Krankenhaushygiene das Hygieneteam des St. Josefs-Hospital Rheingau in Rüdesheim.
Susanne Johna ist verheiratet mit einem Arzt und hat zwei erwachsene Kinder.

## Berufspolitische Funktionen
Seit 2004 hat Johna sich verstärkt berufspolitisch engagiert. Sie wurde Delegierte der Landesärztekammer Hessen und Vorsitzende des Bezirksverbandes Wiesbaden des Marburger Bundes. In der Landesärztekammer wurde sie 2008 Mitglied des Krankenhausausschusses und des Ausschusses Ärztinnen, 2012 Vertreterin im Landeskrankenhausausschuss und seit 2013 ist sie Präsidiumsmitglied. 2013 übernahm sie den Vorsitz des Landesverbandes Hessen des Marburger Bundes und wurde 2019 zur 1. Vorsitzenden des Bundesverbandes gewählt. Seit 2016 ist sie außerdem Mitglied des Vorstands der Bundesärztekammer (BÄK). Sie ist Vorsitzende mehrerer Ausschüsse und Arbeitsgruppen und war außerdem die Pandemiebeauftragte der BÄK. Im Mai 2023 wurde sie mit großer Mehrheit zur Vizepräsidentin der Bundesärztekammer gewählt. Sie hatte sich zuvor als Präsidentin beworben, unterlag aber knapp Klaus Reinhardt, der mit 125 zu 122 Stimmen im Amt bestätigt wurde.

## Mediale Präsenz und Positionen

### Covid-19-Pandemie
Als Pandemiebeauftragte der Bundesärztekammer und 1. Vorsitzende des Marburger Bundes wurde sie von Anfang an immer wieder zu Zeitungs-, Radio- oder Fernsehinterviews und zu Talk-Shows eingeladen. Unter anderem wies sie auf die Diskrepanz zwischen der Zahl der vorhandenen Intensivbetten und verfügbarem Personal hin. Im November 2020 kritisierte sie scharf ein Positionspapier der Kassenärztlichen Bundesvereinigung (KBV) zum weiteren Umgang mit der Pandemie. Es sei falsch und makaber, angesichts drastisch steigender Infektionszahlen gegen eine vermeintliche Verbotspolitik zu polemisieren und den Eindruck zu erwecken, dass „ein bisschen Kontrollverlust“ gar nicht weiter schlimm sei.  Ärzte seien dafür verantwortlich, Gesundheit zu erhalten und auch präventiv tätig zu sein. Im November 2021 forderte sie einen „Lockdown light“ für Ungeimpfte.

### Quotenregelung
In einem Gespräch mit dem Deutschen Ärzteblatt sprach sie sich für eine stufenweise Quotenregelung aus, um schneller die Partizipation von Frauen in Gremien voranzutreiben. Außerdem gehe es neben der Gendergerechtigkeit auch um die Generationengerechtigkeit.

### Sterbehilfe
Im November 2020 äußerte sie in der Sendung Hart aber fair, dass sie prinzipiell das Urteil des Bundesverfassungsgerichtes, mit dem das Verbot der geschäftsmäßigen Beihilfe zum Suizid aufgehoben wurde, in Ordnung fände, kritisierte jedoch, dass die Richter dieses Recht schrankenlos und unabhängig von Alter oder Gesundheitszustand sähen. Sie sehe es außerdem als Widerspruch, dass die Tötung von Menschen ausgerechnet Ärzten zufallen solle, deren Aufgabe es doch sei, Leben zu erhalten.